# Welby (Colorado)
Welby è un centro abitato (census-designated place) degli Stati Uniti d'America, situato nella contea di Adams dello Stato del Colorado. Nel censimento del 2000 la popolazione era di 12.973 abitanti.

## Geografia fisica
Secondo i rilevamenti dell'United States Census Bureau, Welby si estende su una superficie di 9,9 km².